# Christian Beer
Christian Beer (* 5. Oktober 1958) ist ein ehemaliger deutscher Fußballspieler. Er bestritt vier Bundesligaspiele.

## Karriere
Beer spielte von 1979 bis 1982 für Bayer 04 Leverkusen. Er stand für die Leverkusener insgesamt viermal in der Bundesliga auf dem Platz, das erste Mal am 27. Spieltag der Saison 1979/80 bei der 1:2-Niederlage gegen Borussia Dortmund. Darüber hinaus bestritt Beer im DFB-Pokal 1981/82 ein DFB-Pokal-Spiel gegen die SpVgg Erkenschwick.